# تيتي فييرا
سعدان تيتي فييرا (الأسم العلمي: Plecturocebus vieirai) هو نوع من قرود التيتي ، وهو نوع من القرود العالم الجديد ، يتوطن وسط - شمال البرازيل .

## التصنيف
ينتمي فييرا إلى عائلة قرد العالم الجديد سعادين عارية الوجه، التي تحتوي على تيتي (Callicebus)، قرود الساكي (Pithecia)، الساكي الملتحي (Chiropotes) ، و سعدان الواكاري .

## النسمية
سمي Plecturocebus vieirai على اسم البروفيسور كارلوس أوكتافيانو دا كونها فييرا (1897-1958) ، عالم الثدييات البرازيلي السابق لمجموعة الثدييات في مُتحف علم الحيوان بجامعة ساو باولو، البرازيل.